# Леля (округ Нове Замки)
Леля (словац. Leľa) — село, громада округу Нове Замки, Нітранський край. Кадастрова площа громади — 8.24 км².
Населення 300 осіб (станом на 31 грудня 2019 року).

## Історія
Леля згадується 1262 року.

## Населення
| Рік:            | 1994. | 2004.   | 2014.    | 2024.   |
| --------------- | ----- | ------- | -------- | ------- |
| Кількість осіб: | 376   | 400     | 323      | 318     |
| Різниця:        |       | +6,38 % | -19,25 % | -1,54 % |

| Рік:            | 2023. | 2024.   |
| --------------- | ----- | ------- |
| Кількість осіб: | 319   | 318     |
| Різниця:        |       | -0,31 % |